# Arondismentul Saint-Denis (Seine-Saint-Denis)
Arondismentul Saint-Denis (Seine-Saint-Denis) (în franceză Arrondissement de Saint-Denis) este un arondisment din departamentul Seine-Saint-Denis, regiunea Île-de-France, Franța.

## Subdiviziuni

### Cantoane
- Cantonul Aubervilliers-Est
- Cantonul Aubervilliers-Ouest
- Cantonul La Courneuve
- Cantonul Épinay-sur-Seine
- Cantonul Pierrefitte-sur-Seine
- Cantonul Saint-Denis-Nord-Est
- Cantonul Saint-Denis-Nord-Ouest
- Cantonul Saint-Denis-Sud
- Cantonul Saint-Ouen
- Cantonul Stains

### Comune
| 1. Aubervilliers (93001)     | 2. La Courneuve (93027) | 3. Pierrefitte-sur-Seine (93059) | 4. Saint-Denis (93066)      |
| 5. Saint-Ouen (93070)        | 6. Stains (93072)       | 7. Villetaneuse (93079)          | 8. Épinay-sur-Seine (93031) |
| 9. L'Île-Saint-Denis (93039) |                         |                                  |                             |